# Третяк Іван Мойсейович
Третя́к Іва́н Мойсе́йович (20 лютого 1923 с. Мала Попівка, Хорольський район, Полтавська область  — 3 травня 2007, Москва)  — радянський військовий діяч, генерал армії (1976), заступник міністра оборони СРСР — Головнокомандувач військами ППО СРСР, Герой Радянського Союзу (24.03.1945), Герой Соціалістичної Праці (16.02.1982). Кандидат у члени ЦК КПРС у 1971—1976 роках. Член ЦК КПРС у 1976—1990 роках. Депутат Верховної Ради СРСР 7—11-го скликань. Народний депутат СРСР у 1989—1991 роках.

## Життєпис
Народився 20 лютого 1923 року в селі Мала Попівка Хорольського району Полтавської області УРСР в селянській родині. Українець. Член ВКП(б) з 1943 року.
У Червону армію був призваний у 1939 році. У 1941 році закінчив Астраханське стрілецько-кулеметне училище. З початку радянсько — німецької війни брав участь у бойових діях. В 21 рік — командир полку.
24 березня 1945 року удостоєний звання Героя Радянського Союзу. Після війни займав ряд важливих посад в Радянській армії. Пройшов шлях від командира полку до головнокомандувача військ ППО і заступника міністра оборони СРСР.
У 1949 році закінчив Військову академію імені Фрунзе.
З 15 квітня 1956 по 19 жовтня 1957 року — командувач 26-ї гвардійської стрілецької дивізії.
У 1959 році закінчив Військову академію Генерального штабу.
З січня 1960 року — начальник штабу — 1-й заступник командувача 3-ї загальновійськової армії в Групі радянських військ у Німеччині.
У грудні 1964 — вересні 1967 року — командувач 4-ї армії Закавказького військового округу.
У 1967—1976 роках — командувач військ Білоруського військового округу.
У 1976—1984 роках — командувач військ Далекосхідного військового округу. 1 вересня 1983 року віддав наказ знищити пасажирський «Боїнг 747» південнокорейської авіакомпанії «Korean Air Lines», який відхилився від курсу. В результаті інциденту загинули 246 пасажирів і 23 члена екіпажу.
З 19 червня 1984 по 11 липня 1986 року — головнокомандувач військ Далекого Сходу.
З 12 липня 1986 по 11 червня 1987 року — заступник міністра оборони СРСР — головний інспектор міністерства оборони СРСР.
З 11 червня 1987 по 31 серпня 1991 року — заступник міністра оборони СРСР — головнокомандувач Військ протиповітряної оборони СРСР.
31 серпня 1991 року пішов у відставку. Помер 3 травня 2007 року. Похований у Москві.

## Вшанування пам'яті
У 1986 році його бронзовий бюст встановлений в місті Хорол.

Декомунізаційні закони набули чинності у травні 2015 року. Згідно з визначеними дедлайнами, в частині демонтажу пам'ятників Хорольська місцева рада мала ухвалити рішення до 21 лютого 2016 року, а голова Полтавської ОДА — до 21 травня 2016 року. Лише 24 листопада 2016 року міська рада Хорола ухвалила рішення, згідно з яким пам'ятник радянському генералові та членові ЦК КПРС Третяку визнано таким, що… не підлягає демонтажу. Відтак місцевий активіст Олександр Стеценко звернувся до суду. Проте суд першої інстанції, а згодом і апеляційний стали на бік Третяка — героя війни проти Німеччини і цивільного «Боїнга». Коло замкнулося. Хоча є чіткий висновок Українського інституту національної пам'яті: 
|  | Відповідно до Закону України «Про засудження комуністичного та націонал-соціалістичного тоталітарних режимів в Україні та заборону пропаганди їхньої символіки», пам'ятник-погруддя, встановлене в місті Хорол, на честь Третяка Івана, — особи, яка обіймала керівні посади в Комуністичній партії та вищих органах державної влади СРСР, має бути демонтовано”. |

У місцевій владі знайшли лазівку в законі, заявивши: мовляв, це пам'ятник не діячу комуністичного режиму, а герою Другої світової війни. Проте в УІПН наголошують, що законодавство не захищає Івана Третяка навіть у цій іпостасі. Адже в законі зроблено винятки для пам'ятників, які пов'язані з опором та вигнанням нацистів з території України. Проте Герой Радянського Союзу Іван Третяк служив у частинах 2-го Прибалтійського та Західного фронтів. Тому жодних винятків для нього не передбачено.
У коментарі полтавському телеканалу «Лтава» мер Хорола Сергій Волошин пояснював затятість так: мовляв, місцевих жителів опитали, і вони підтримали збереження пам'ятника Івану Третяку, як земляку, який «досяг у житті великих успіхів».
Як відомо, відповідно до вимог закону, в разі пасивності місцевої влади силове рішення демонтаж комуністичних пам'ятників має ухвалювати й реалізовувати обласна державна адміністрація. Однак у Полтавській ОДА стали на бік хорольських любителів Третяка. Вдавшись до іншого, вже третього аргументу. Мовляв, у 2010 році погруддя Івана Третяка було взяте управлінням культури ОДА на попередній облік як «об'єкт культурної спадщини» та цінний «об'єкт монументального мистецтва».
1 лютого 2023 року начальник Полтавської обласної військової адміністрації Дмитро Лунін видав розпорядження «Про демонтаж пам'ятника-погруддя Герою Радянського Союзу, Герою Соціалістичної Праці І. М. Третяку І. М. Третяку в місті Хорол Полтавської області».
25 лютого 2023 року бронзовий бюст у Хоролі було демонтовано.

## Військові звання
- генерал-майор (27.08.1957)
- генерал-лейтенант (1964)
- генерал-полковник (1967)
- генерал армії (29.10.1976)

## Нагороди
- Герой Радянського Союзу (24.03.1945);
- Герой Соціалістичної Праці (16.02.1982);
- орден «За заслуги перед Вітчизною» IV ст. (Російська Федерація)IV ступеня (23.02.2003);
- чотири ордени Леніна (24.03.1945, 04.05.1972, 21.02.1978, 16.02.1982);
- три ордени Червоного Прапора (15.07.1944, 14.10.1944, 22.02.1968);
- орден Кутузова III ступеня (29.09.1943);
- орден Олександра Невського (20.03.1945);
- орден Вітчизняної війни I ст. (11.03.1985);
- два ордени Червоної Зірки (05.07.1943, 1954);
- орден «За службу Батьківщині у Збройних Силах СРСР» ІІ ст. (22.02.1989);
- орден «За службу Батьківщині у Збройних Силах СРСР» ІІІ ст. (30.04.1975);
- медалі СРСР
- три іноземні ордени